# Aiguille des Pélerins
A Aiguille des Pélerins é um cume do grupo conhecido como Aiguilles de Chamonix no Maciço do Monte Branco, Alpes Graios, e que culmina a 3318 m.

## Ascensões
A primeira ascensão teve lugar em 9 de julho de 1905 e foi feita por Robert O'Gorman e Albert Brun com Joseph Ravanel e E. Charlet.
A chamada Aresta Grütter foi feita por M. Grütter e R. Aubert em 21 de junho de 1935, e a 
via Carmichaël que conjuntamente com a via normal da Aiguille des Pélerins, são respetivamente os n.º 25 e 31 das  100 mais belas corridas de montanha.

## Imagens
Em AlpiGuide